# よしもと沖縄花月
よしもと沖縄花月（よしもとおきなわかげつ）は、吉本興業が沖縄県那覇市に置いた常設劇場。

## 施設
2015年3月12日、沖縄県那覇市牧志の複合型観光施設「HAPINAHA」3階にオープン（約200席）。
その後、HAPINAHAが閉館となり、2017年8月に那覇市前島のとまりんアネックスビル2階に移転した。
2022年4月16日と17日の「島ぜんぶでおーきな祭 第14回沖縄国際映画祭」を最後に閉鎖されることになった。

## おきなわ新喜劇
よしもと沖縄花月で毎週日曜に上演された。